# Museo Mandralisca
Das Museo Mandralisca ist ein Museum in Cefalù auf Sizilien. Es beruht auf der Privatsammlung von Enrico Piraino, dem Baron von Mandralisca, die er der Stadt Cefalù  im 19. Jahrhundert vermacht hatte.

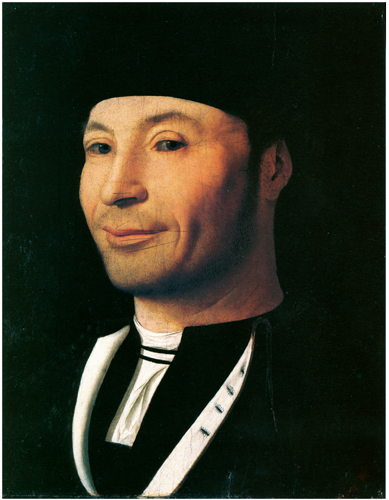
Bildnis eines Unbekannten

Aufgrund seines Ursprungs aus einer Privatsammlung zeigt das Museo Mandralisca eine bunte Mischung an Ausstellungsgegenständen.
Aus der Antike gibt es Keramiken von der Bronzezeit bis ins 4. Jahrhundert v. Chr. Unter ihnen befindet sich ein Krater aus dem 4. Jahrhundert v. Chr., der in rotfiguriger Malerei eine satirische Darstellung eines Fischhändlers zeigt. Außerdem ist eine Sammlung von Münzen der griechischen Poleis Siziliens ausgestellt.
Mehrere Räume zeigen Gemälde flämischer, italienischer und sizilianischer Maler aus dem 15. bis 18. Jahrhundert. Das bedeutendste Werk dieser Sammlung ist das Gemälde „Bildnis eines Unbekannten“ von Antonello da Messina.
Außerdem zeigt das Museum eine Sammlung von Uhren und anderen Gegenständen aus dem 19. Jahrhundert, eine Mineraliensammlung und eine Muschelsammlung.

## Trivia
Der italienische Autor Vincenzo Consolo schildert in seinem Roman Das Lächeln des unbekannten Matrosen die Situation der Bevölkerung Siziliens nach der Einigung Italiens in den 1860er Jahren und die Taten des Barons, der hinter dem Unbekannten einen Verschwörer gegen das alte System vermutete.